# Östergötlands runinskrifter 21

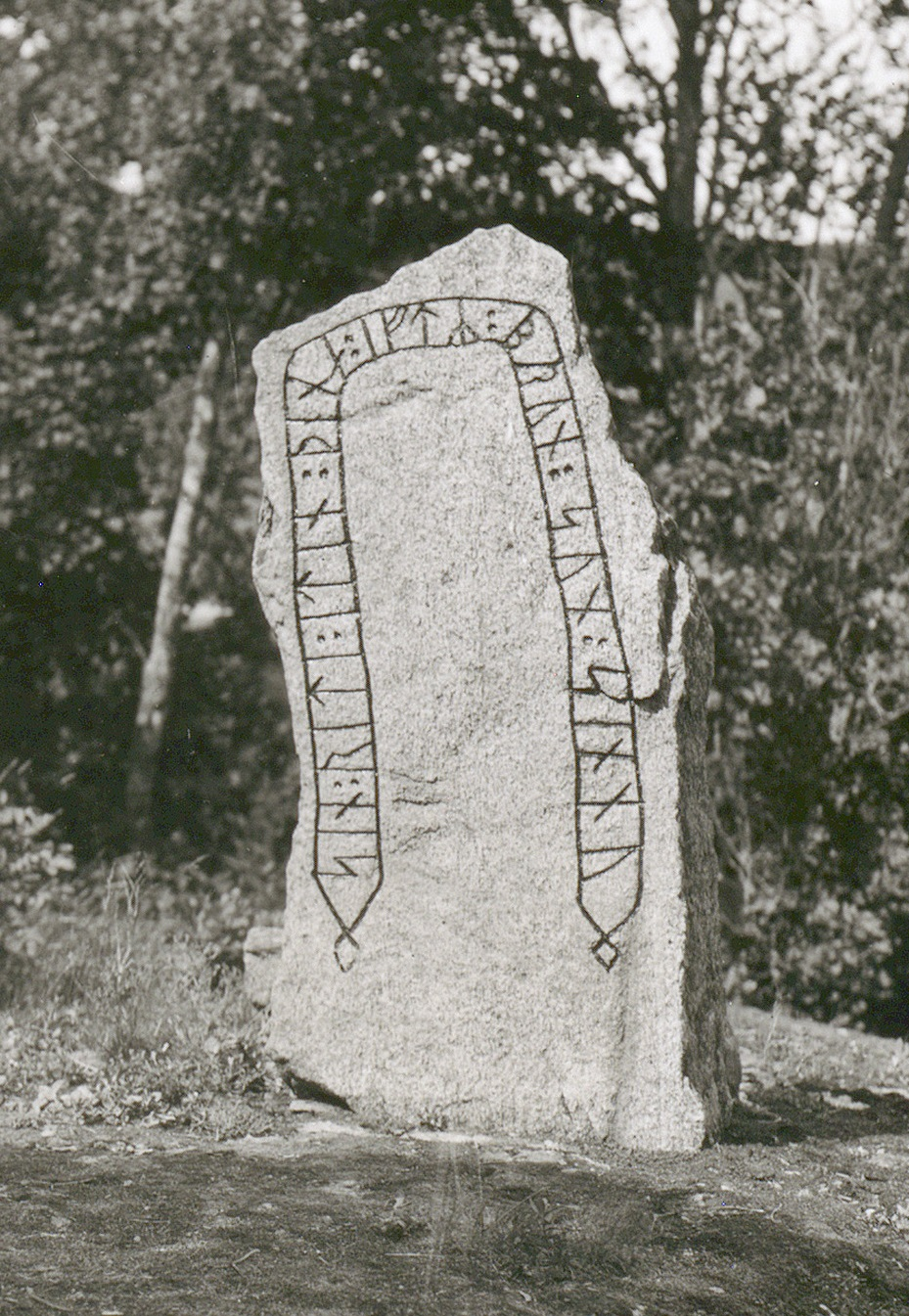
Runsten Kuddby 180:1

Ög 21 är en vikingatida runsten av granit i Ingelstad, Kuddby socken och Norrköpings kommun. 
Den är 1,25 meter hög, 0,7 meter bred och 0,25 meter tjock. Ristningen vetter mot sydväst. Runhöjden är 7–17 cm och synnerligen djupt huggna. Den restes på nuvarande plats 1941. Stenen hittades 1874 vid dikesgrävning nordost om gården, och låg sedan i ett stenröse tills den restes 1891 på en berghäll på norra sidan av Ingelstad. Det antas vara hittad på samma ställe som skålgropsförekomsterna (så kallade "älvkvarnar") vid 227:1 omkring en kilometer norr om dess nuvarande plats.
Sin som mansnamn är ovanligt, och förekommer endast på fyra runstenar, bland dem Ög 32 och Ög 70, och det har antagits att det är en felskrivning för något av de mycket vanliga namnen Sven eller Sten. Även namnet Seinn har föreslagits.

## Inskriften
Translitterering av runraden:
sin : riti : itin : þina : iftʀ : brun : sun : sin nu
Normalisering till runsvenska:
Svæinn/Stæinn/Sæinn retti stæin þenna æftiʀ Brun, sun sinn nytan(?).
Översättning till nusvenska:
Sven (?) reste denna sten efter Brun, sin hurtige son.